# Baré (langue)
Pour les articles homonymes, voir Baré.
Ne pas confondre avec le barí, langue chibchane du Venezuela.
Le baré, ou barawana, est une langue arawakienne du Venezuela et du Brésil, presque éteinte.

## Systématique

### Dénomination
Le baré connaît différentes dénominations. Si « baré » apparaît comme dénomination principalee sur le site www.ethologue.com. Cette langue, « mitua » en baré, a été étudiée sous l'appellation « barawana » par les linguistes Kaufman (en) et Aikhenvald.

### Classification
Le baré est une langue arawakienne, il fait partie des langues barés, branche des langues arawakiennes regroupant également le mandahuaca, le guarequena, le baniwa et le piapoco.

## Pratique
Le baré n'a pas fait l'objet d'une transcription écrite.

### Locuteurs
Aikhenvald (1999) fait état de « seulement quelques locuteurs âgés » de langue baré proprement dite, tandis que le dialecte guinau est quant à lui considéré comme éteint. Le site www.ethnologue.com classe le baré dans la catégorie 8b, « presque éteint ». Toujours selon www.ethnologue.com, les locuteurs du peuple baré ont progressivement abandonné leur langue, au profit de l'espagnol et du nheengatu.
La région originelle du baré regroupe le haut-bassin du Río Negro, la zone du canal de Casiquiare, et le bassin de la rivière Xié (en), zone située à cheval entre l'État d'Amazonas au Venezuela et l'État d'Amazonas au Brésil.

### Dialectes
Kaufman (1994) considère le baré, le guinau et le marawá, ce dernier éteint depuis plus longtemps, comme étant des langues distinctes. Pour Aikhenvald, il s'agit de dialectes d'une même langue baré.